# XM Radio Canada
XM Radio Canada era o nome de operação da Canadian Satellite Radio Holdings Inc. (ou "CSR"), uma empresa canadense de comunicação e mídia, que foi formada em 2002 para transmitir rádio via satélite no Canadá. Após a fusão da Sirius XM Radio, nos Estados Unidos, XM Canada e seu concorrente Sirius Canada chegaram a um acordo no final de 2010 para fundir como Sirius XM Canada, que foi aprovada pelo Canadian Radio-television and Telecommunications Commission em 11 de abril de 2011 e concluída em 21 de junho de 2011.